# Aeropuerto de Sabadell
El aeropuerto de Sabadell es un aeropuerto español de Aena que está situado junto a Sabadell y a 10 km de Barcelona.
Tiene una pista de 900 m, pudiéndose utilizar otros 150 m. adicionales de la zona de seguridad únicamente en operaciones de despegue cuando sople viento del norte, a una altitud de 148 m (485') y orientación 13-31.
Junto al aeropuerto de Cuatro Vientos, es el más importante de aviación general en España, además de ser el segundo aeropuerto catalán con más operaciones en 2016 seguido por el Aeropuerto de Gerona y el Aeropuerto de Reus (casi triplicando el número de operaciones de estos dos aeropuertos juntos).
Hay más de 200 aeronaves con base en el aeródromo, originando más de 60.000 operaciones anuales.
En él trabajan más de 200 personas entre escuelas, talleres, personal de Aena, etc.
En la actualidad está siendo remodelado según el Plan Director, lo que en un plazo no mayor de 4 años lo convertirá en el aeropuerto más equipado en lo que a la aviación general se refiere. En este aeropuerto se encuentra el primer aeroclub de España, el Aeroclub Barcelona-Sabadell, con más de 1000 socios y más de 10 000 horas voladas anualmente, aunque su principal actividad es la de enseñanza.

## Historia
El 1 de agosto de 1934 se inauguró el Aeropuerto de Sabadell, cedido a la Aeronáutica Militar y con autorización para vuelos civiles. Se organizó un festival acrobático para celebrarlo que entusiasmó al público. Sin embargo, y debido sobre todo a la inestabilidad política se frenó su desarrollo.

### Guerra civil
Al comenzar la guerra civil española en 1936, el aeródromo adquirió relevancia debido a su posición estratégica, por lo que la Fuerzas Aéreas de la República Española (FARE) lo convierten en una de sus principales bases aéreas en la zona. Se desvió una línea eléctrica de alta tensión y se construyeron hangares y talleres. Parte del caza Polikarpov I-15 "Chato" se construyó en el aeródromo o en sus alrededores: Rubí, Castellar del Vallés. La máxima actividad se produjo en el verano de 1938.

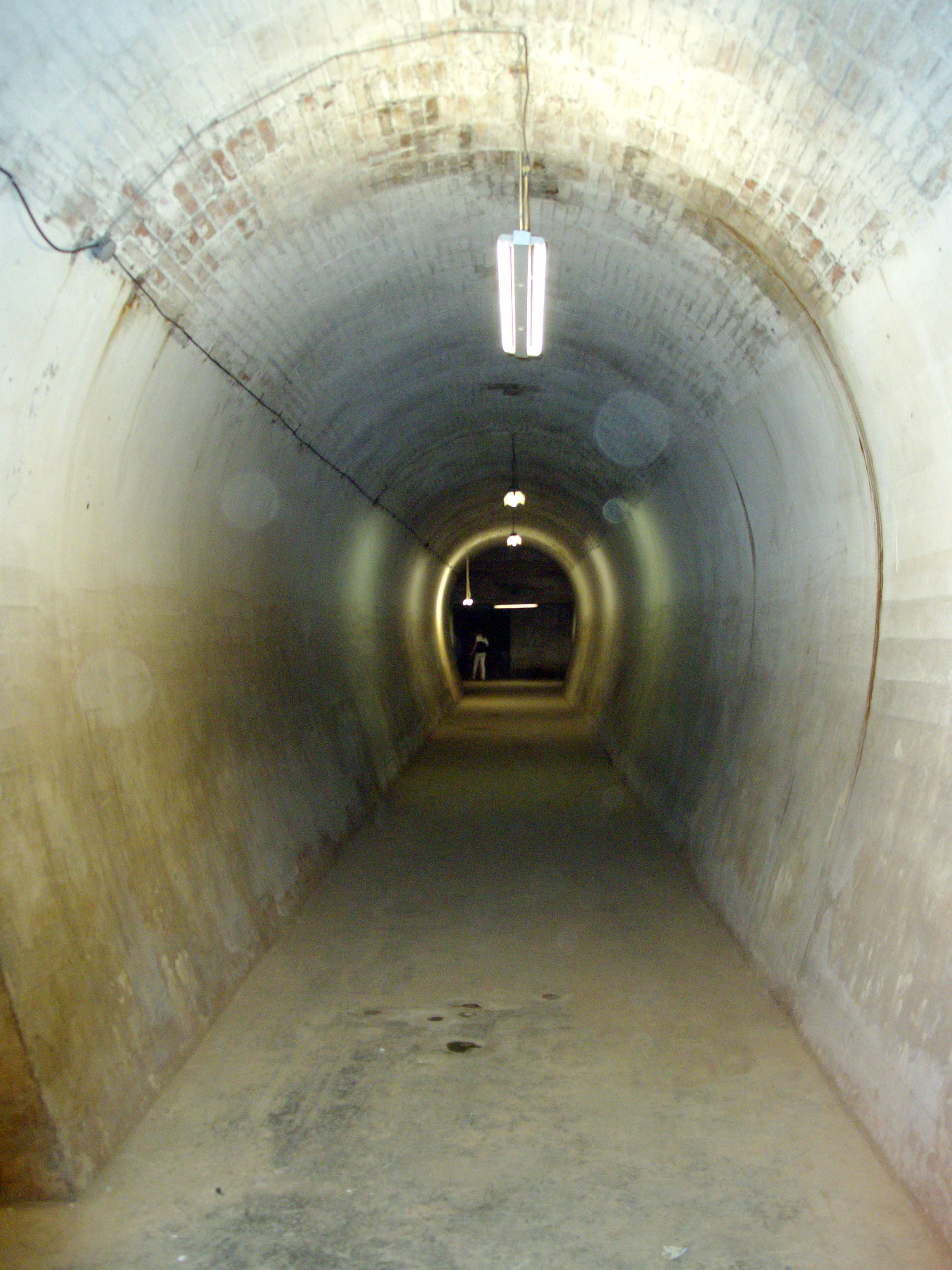
Arsenal y polvorín utilizado durante la guerra civil española, situado en la parte baja del talud oeste del aeropuerto.

El aeródromo proporcionó apoyó logístico, destacando en la defensa de Barcelona y acogiendo varias escuadrillas de cazas. Ni la ciudad ni el campo de aviación sufrieron bombardeos durante la guerra, posiblemente para no dañar las industrias militar y textil cercanas. 
Debido al corte en dos de la zona republicana, a mediados de 1938 la Academia de Capacitación del Aire se trasladó a Sabadell desde Murcia
Tras el comienzo de la Ofensiva de Cataluña, hacia el 15 de enero de 1939 cesó la producción de cazas. El personal se redujo a un grupo de mecánicos. El 27 de enero entraron las tropas franquistas y días después los aviones de la Legión Cóndor, desde cuya base continuaron operando durante la campaña de Cataluña.

### Posguerra y dictadura franquista
En los años de la posguerra se ralentizó nuevamente el desarrollo del aeropuerto. El nuevo impulso se produjo gracias a los aficionados a la aviación que crearon el nuevo Aeroclub de Sabadell, refundado del antiguo Aeroclub de Sabadell y del Vallés. La nueva entidad quedó aprobada en septiembre de 1948. Un mes más tarde, pasó a la categoría de Aeródromo de campaña, con una asignación de unos pocos soldados, testimoniando que seguía siendo propiedad del Estado. 
El Rally Aéreo Internacional del 19 y 20 de marzo de 1949 marcó el punto de inflexión. Tuvo gran éxito de público, 46 aviones inscritos y acudieron más de 150 pilotos. Poco después, el aeroclub organizó la semana aeronáutica, del 10 al 17 de diciembre de 1949, un evento de promoción aeronáutica.
El año de 1949, se contabilizaron 902 horas de vuelo, sólo del Aeroclub.
El 1 de marzo de 1951, el aeródromo quedó transferido al Ministerio del Aire, por la cesión gratuita del Ayuntamiento de Sabadell. El terreno constaba de algo más de 76 ha.

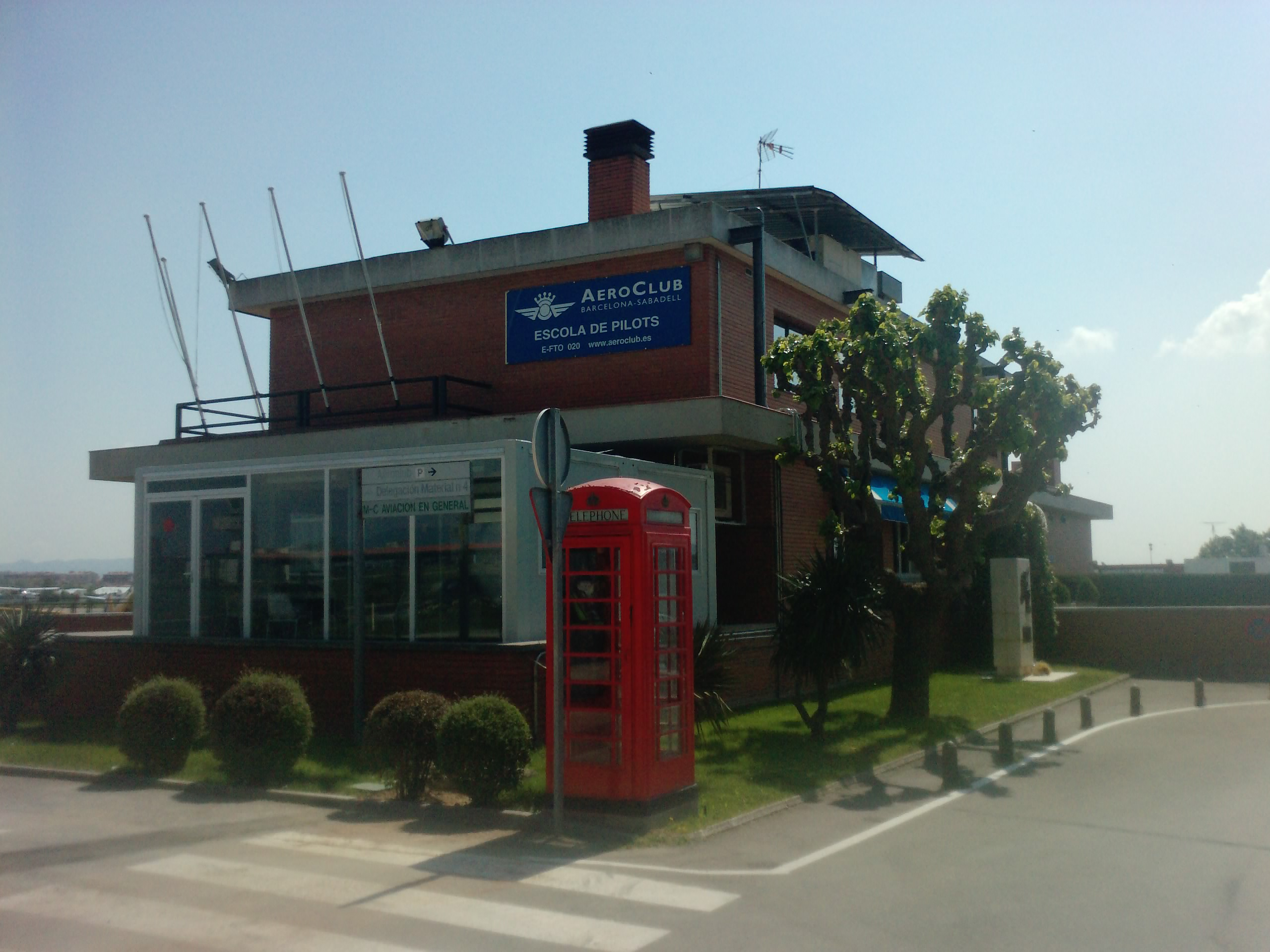
Academia de Pilotos.

En octubre de 1953 se fusionan el aeroclub de Sabadell y el de Barcelona, con el nombre de Aeroclub Barcelona-Sabadell. Se construyeron nuevos hangares y se produjo la cesión de material del Ejército del Aire. Se niveló el terreno, que llegaba a presentar un desnivel del 7%. Se trazaron dos pistas de 45 m de anchura. La principal era la 15/33 con 1200 m, y la secundaria la 12/30. En junio de 1955 el Rally Aéreo París-Casablanca-París tuvo una etapa en el aeropuerto. En marzo de 1958 aterrizó un DC-3 de Iberia para evaluar el uso del aeródromo para casos de emergencia. El 28 de enero aterrizó un avión de pasajeros por malas condiciones meteorológicas en el Aeropuerto de Barcelona.
Las polémicas con el aeropuerto empezaron a finales del año 1963, debido a las servidumbres aeronáuticas y desde entonces no han cesado. Se dictaminó la imposibilidad de construir por encima de los 45 m de altura en un radio de 5 km. El ayuntamiento de Sabadell interpuso recursos. La solución vino de la rectificación por Orden Ministerial que acordaba suprimir la pista principal, la que molestaba a los vecinos de Sabadell y establecer sólo una dirección de aterrizaje (12/30), que más adelante fue corregida a la orientación actual: 13/31, que dejó los aterrizajes y despegues sobre los pueblos vecinos sin que sobrevolasen terreno urbano de Sabadell. El ayuntamiento hizo estudios y propuestas para el traslado del aeropuerto que no llegaron a buen fin. 
En julio de 1965 se retiró la dotación militar y en 1970, el impacto de las servidumbres aeronáuticas se redujo debido a una nueva normativa, permitiendo la expansión urbana e industrial en los alrededores. De manera casi simultánea, la actividad aeronáutica creció por nuevas actividades aéreas: lucha contra incendios, vigilancia de tráfico y emergencias médicas entre otras, aunque con el desarrollo de los helicópteros únicamente quedan dos aeronaves contra los incendios forestales que probablemente se acaben trasladando a Ódena para ganar tiempo por proximidad y altura
La nueva pista de 900 m de largo por 20 de ancho se inauguró el 14 de junio de 1970. No estaba asfaltada, aunque el firme se había compactado. Se desarrolló un festival aéreo con la participación de aviones F-104 Starfighter. 
El vallado del aeropuerto se realizó en abril de 1972, lo que reflejaba de alguna manera la importancia que iba adquiriendo el aeropuerto y la necesidad de medidas de seguridad. Por esa época, cada mes se realizaban más de 500 operaciones de vuelo, siendo el 70% del aeroclub. 
El primer rescate de montaña en Cataluña se realizó el 18 de febrero de 1973 con un helicóptero que despegó del aeropuerto. En el verano boreal de 1974 se destinaron tres aviones contra incendios 

### Época reciente
El 15 de abril de 1977 se inauguró la torre de control y en el verano de 1978 se asfaltó la pista de aterrizaje. Las dimensiones eran de 900x30 m. Se estableció para el aeropuerto la categoría tres. 
En marzo de 1979 se estableció, según una orden del Ministerio de Transportes y Comunicaciones, el vuelo para pasajeros con aviones ligeros en condiciones de vuelo visual. A partir de ese momento, se incrementó rápidamente el tráfico, llegando a alcanzar los 17 pasajeros adultos y 2 menores en el año 2016 que aterrizaron en otro aeropuerto. La nueva terminal empezó a construirse por esa época. 
En 1984 se asfaltó la pista de rodadura y una plataforma de 2000 m².
Durante la fiesta mayor de Sabadell el aeropuerto se suele abrir a los curiosos de forma gratuita³, para disfrutar de un espectáculo aéreo y visitar las instalaciones de la FPAC (Fundación Parque Aeronáutico de Cataluña).